# Lijst van prehistorische plantensoorten
Dit is een lijst van prehistorische plantensoorten. Het geeft een overzicht van soorten, geslachten, families die voorkomen in de tijd.
Zie ook: Lijst van plantensoorten uit het Carboon
- (sp), meestal vinden we fossielen waarvan niet met zekerheid de soort bepaald kan worden, dan verraden kleine kenmerken zoals littekens of structuren bij welke familie of geslacht deze thuis horen. In het verleden werden deze fossielen vaak aangezien voor 'aparte' soorten en kregen ze 'eigen' namen.

## A
- Angiospermae (Bedektzadigen) (afdeling uit Cormophyta) | <>
- Annularia (sp uit Calamites) | Carboon | †
- Annularia stellata (sp uit Calamites) | Carboon | †
- Artisia (sp uit Calamites) | Carboon | †
- Artisia granulosa (sp uit Calamites) | Carboon | †

## C
- Calamitaceae (familie uit Calamitales) | Carboon | †
- Calamitales (orde Equisetophyta) | Carboon | †
- Calamites (geslacht uit Calamitaceae) | Carboon | †
- Calamites cisty (soort uit Calamites) | Carboon | †
- Calamites suckowi (soort uit Calamites) | Carboon | †
- Calamostachys (sp uit Calamites) | Carboon | †
- Cardiocarpus (sp uit Cordaïtes) | Carboon | †
- Coniferales (orde uit Coniferopsida) | <>
- Coniferopsida (klasse uit Gymnospermae) | <>
- Cordaïanthus (sp uit Cordaïtes) | Carboon | †
- Cordaïcladus (sp uit Cordaïtes) | Carboon | †
- Cordaïtales (orde uit Pinopsida) | Carboon | †
- Cordaïtes (geslacht uit Cordaïtales) | Carboon | †
- Cordaïtes ludlowi (soort uit Cordaïtes) | Carboon | †
- Cordaïtes principalis (soort uit Cordaïtes) | Carboon | †
- Cormophyta (Vaatplanten) (stam uit Plantea) | <>
- Cryptogamae (Sporenplanten) (afdeling uit Cormophyta) | <>
- Cycadales (Palmvarens) (orde uit Cycadopsida) | >
- Cycadea (geslacht uit Cycadeoidea) | Jura; Krijt | †
- Cycadaceae (familie uit Cycadales) | >
- Cycadeoidales (Zaadpalmen) (klasse uit Cycadopsida) | Jura; Krijt | †
- Cycadeoidea (familie uit Cycadales) | >
- Cycadeoidea dacotensis (soort uit Cycadea) | Jura; Krijt | †
- Cycadopsida (klasse uit Gymnospermae) | >
- Cycas (Cycaspalm) (geslacht uit Cycadacea) | >
- Cycas revoluta (soort uit Cycas) | Jura; Krijt | levend fossiel

## B
- Bowenia (geslacht uit Cycadaceae) | Jura; Krijt | levend fossiel

## E
- Equisetophyta (Paardenstaarten) (klasse uit

## G
- Ginkgoales (orde uit Coniferopsida (Conifeerachtigen) | <>
- Ginkgo (geslacht uit Ginkgoales | Trias; Jura; Krijt | levend fossiel
- Ginkgo biloba (soort uit Ginkgo | Trias; Jura; Krijt | levend fossiel
- Glossopteridaceae (familie uit Pteridospermales) | Carboon | †
- Glossopteris (geslacht uit Glossopteridaceae) | Carboon | †
- Gymnospermae Naaktzadigen (afdeling uit Cormophyta) | <>

## L
- Larix groenlandii (soort uit Larix | Plioceen|
- Lepidodendrineae (familie uit Lycopodiales) | Carboon | †
- Lepidodendron (Schubboom) (geslacht uit Lepidodendrineae) | Carboon | †
- Lepidodendron aculeatum (soort uit Lepidodendron) | Carboon | †
- Lepidodendron hastatum (soort uit Lepidodendron) | Carboon | †
- Lepidodendron lanceolatum (soort uit Lepidodendron) | Carboon |†
- Lepidodendron lycopodioides (soort uit Lepidodendron) | Carboon | †
- Lepidostrobus (sp uit Lepidodendron) | Carboon | †
- Lycopodiales (Wolfsklauwen) (orde uit Lycopodiophyta) | <>
- Lycopodiophyta (Wolfsklauwachtigen) (klasse uit Cryptogamae) | <>
- Lyginopteris (geslacht uit Glossopteridaceae) | Carboon | †
- Lyginopteris oldhamia (soort uit Lyginopteris) | Carboon |†

## M
- Meliorchis caribea (soort uit Meliorchis) | Mioceen | †

## P
- Pinopsida (Naaldbomen) (klasse uit Gymnospermae) | <>
- Pteridophyta (Echte varens) (afdeling uit Cryptogamae) | <>
- Pteridospermales (Zaadvarens) (orde uit Cycadopsida) | Jura; Krijt | †

## S
- Sigillaria (Zegelboom) (geslacht uit Lepidodendrineae) | Carboon | †
- Sigillaria boblayi (soort uit Sigillaria) | Carboon | †
- Sigillaria brardii (soort uit Sigillaria) | Carboon | †
- Sigillaria cumulata (soort uit Sigillaria) | Carboon | †
- Sigillaria elegans (soort uit Sigillaria) | Carboon | †
- Sigillaria elongata (soort uit Sigillaria) | Carboon | †
- Sigillaria mammiliaris (soort Sigillaria) | Carboon | †
- Sigillaria ovata (soort uit Sigillaria) | Carboon | †
- Sigillaria principes (soort uit Sigillaria) | Carboon | †
- Sigillaria rugosa (soort Sigillaria) | Carboon | †
- Sigillaria schlotheimiana (soort Sigillaria) | Carboon | †
- Sigillaria scutellata (soort uit Sigillaria) | Carboon | †
- Sigillaria tesselata (soort uit Sigillaria) | Carboon | †
- Sphenophyllum coemansii (soort uit Sphenophyllum | (Carboon) | †
- Stigmaria (sp uit Lepidodendrineae) | Carboon | †
- Syringodendron (sp uit Sigillaria) | Carboon | †
- Syringostrobus (sp uit Sigillaria) | Carboon | †

## W
- Williamsonia (geslacht uit Cycadeoidea) | Jura; Krijt | †
- Williamsoniella (geslacht) Cycadeoidea | Jura; Krijt | †

## Z
- Zamia (Sagopalm) (geslacht uit Cycadaceae)) | Jura; Krijt | levend fossiel